# Pieter Mijer
Pieter Mijer (Batavia, 3 juni 1812 – Scheveningen, 6 februari 1881) was een Nederlands staatsman en gouverneur-generaal van Nederlands-Indië.

## Jeugd en civiele loopbaan
Hij werd geboren te Batavia en kwam in 1820 naar Nederland ter verkrijging van het voortgezet onderwijs, dat in zijn geboorteplaats destijds niet gegeven werd. Dit bracht hem naar Instituut 't Hoen te Vollenhove.
Hij studeerde rechten te Leiden en promoveerde op 11 oktober 1832. Zes dagen later legde hij in Den Haag de eed als advocaat af en werkte als zodanig enige tijd in Den Haag. Vervolgens ging hij terug naar Batavia. Na enige tijd aldaar als advocaat gewerkt te hebben, trad hij in februari 1835 in overheidsdienst, waar hij diverse functies vervulde. Hij keerde in de zomer van 1855 met verlof terug.

## Politieke loopbaan
Hij was minister van Koloniën van 1 januari 1856 tot 1 juli 1856 in het kabinet-Van der Brugghen en van 1 juli 1856 tot 18 maart 1858 in het kabinet-Van Hall-Donker Curtius. Van juni 1860 tot mei 1866 was hij lid van de conservatieve oppositie in de Tweede Kamer.
In 1866 werd hij andermaal minister van Koloniën in het conservatieve kabinet-Van Zuylen van Nijevelt. Op 17 september diende hij zijn ontslag in als minister en dezelfde dag adviseerde de ministerraad hem te benoemen tot gouverneur-generaal van Nederlands-Indië. Een dag later werd hij bij koninklijk besluit daadwerkelijk benoemd en op 20 september legde hij de eed af.
Uiteindelijk kwam aan het licht dat Van Zuylen van Nijenvelt met Mijer had afgesproken dat als Mijer zou toetreden tot het kabinet, hij na het verdedigen van zijn begroting benoemd zou worden tot gouverneur-generaal, een functie die Mijer al langer wilde aangezien die veel beter betaalde dan een ministerschap.
De Tweede Kamer was het niet eens met de benoeming en de aangenomen motie hierover van het lid Keuchenius luidde een periode van conflicten tussen Kamer en kabinet in.
Dit conflict is bekend geworden als de "kwestie-Mijer". Het was in feite een geschil over de uitleg van de nog jonge grondwet van Thorbecke en heeft uiteindelijk mede bijgedragen aan het ontstaan van de vertrouwensregel in het Nederlandse parlementaire stelsel.
Na zijn terugkomst woonde Mijer eerst te Utrecht, daarna te Scheveningen, waar hij overleed op 6 februari 1881.

## Functies
- advocaat te Den Haag, van 1832 tot 1833
- advocaat te Batavia, van 1833 tot 1835
- referendaris ter Algemeene Secretarie van Nederlands-Indië, van 1835 tot 1837
- griffier van het Hoog-Gerechtshof en Hoog-Militair Gerechtshof van Nederlands-Indië, van 1837 tot 1838
- waarnemend raadsheer Hoog-Gerechtshof van Nederlands-Indië, in 1838
- raadsheer Hoog-Gerechtshof van Nederlands-Indië, van 1838 tot 1839
- waarnemend raadsheer Hoog-Militair Gerechtshof van Nederlands-Indië, van 1839 tot 1845
- waarnemend procureur-generaal bij het Hoog-Gerechtshof van Nederlands-Indië, van 1845 tot 1846
- waarnemend advocaat-fiscaal voor zee- en landmacht in Nederlands-Indië, van 1845 tot 1846
- vicepresident Hoog-Gerechtshof en Hoog-Militair Gerechtshof van Ned.-Indië, van 1846 1849
- procureur-generaal Hoog-Gerechtshof van Nederlands-Indië, van 1849 tot 1851
- advocaat-fiscaal voor zee- en landmacht, van 1849 tot 1851
- lid Raad van Nederlandsch-Indië, van 1851 tot 1856
- minister van Koloniën, van 1 januari 1856 tot 18 maart 1858 Kabinet-Van Hall-Donker Curtius
- gepensioneerd
- lid Tweede Kamer der Staten-Generaal voor het kiesdistrict Zwolle, van 1860 tot 1866
- tweede maal minister van Koloniën, van 30 mei 1866 tot 17 september 1866 kabinet-Van Zuylen van Nijevelt
- tijdelijk voorzitter van de Ministerraad, van mei 1866 tot september 1866
- Gouverneur-Generaal van Nederlands-Indië, 1866 tot 1872 (benoemd bij K.B. van 17 sep. 1866)

## Familie en gezin
- Vader = Pieter Mijer,

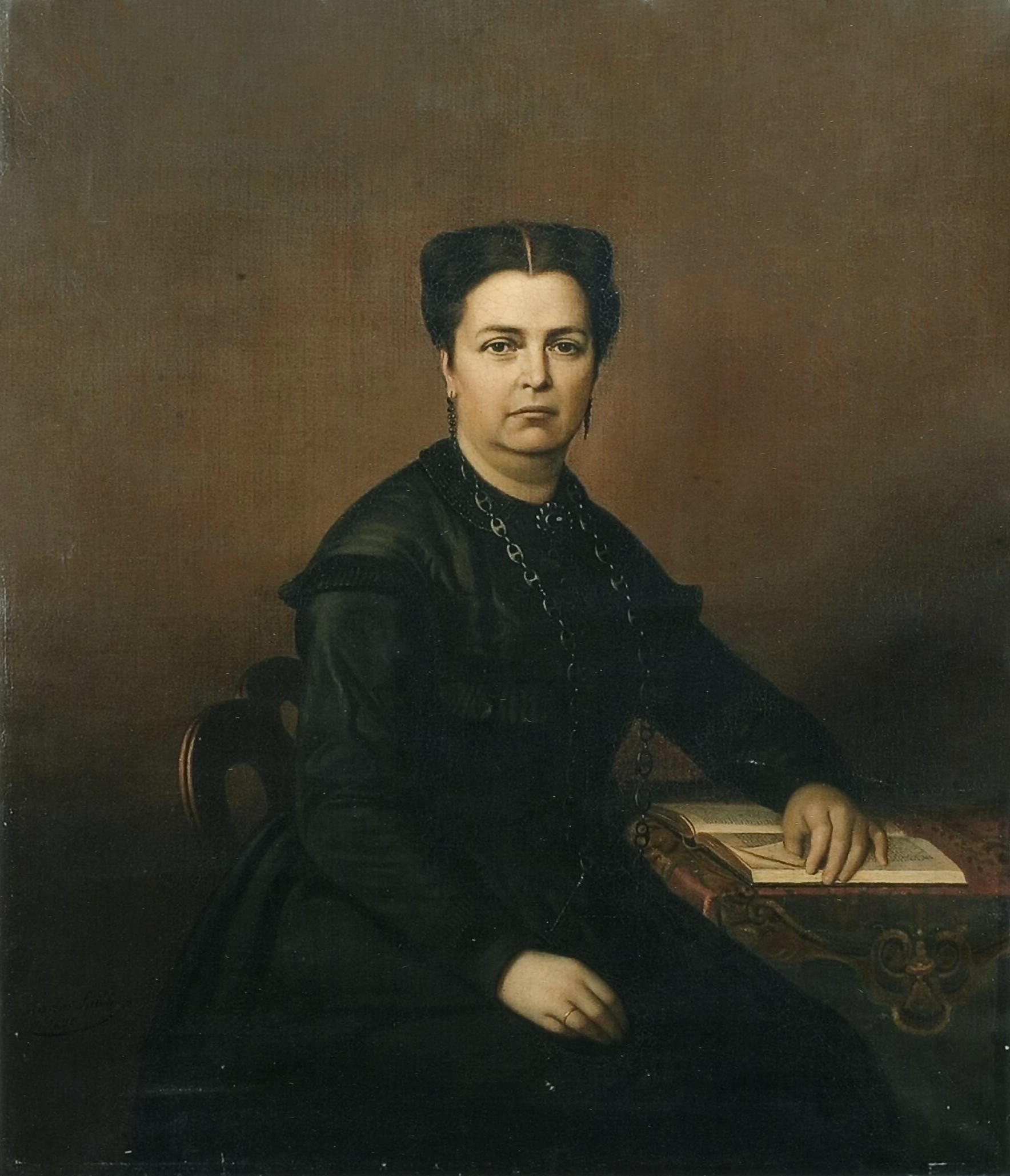
Echtgenote Jeannette Pietermaat (schilderij door Raden Saleh)

- Moeder = Ernestina Geertruida Meyer
- Samenlevingsvorm = gehuwd te Batavia, 4 september 1837
- Naam echtgenote = Jeannette Antoinette Pietermaat (1816-1870)
- Kinderen = 6 zoons en 4 dochters, onder wie Johanna Magdalena Mijer (1841-1907) die in 1863 trouwde met ds. Willem Callenbach (1836-1879) en die onder anderen een zoon hadden: dr. Johan Anton Callenbach (1870-1932), natuurkundige

## Publicaties
- Gesch. der Ned. O.-I. bezittingen onder de Fransche heerschappij, Batavia 1839;
- Kronyk van Nederl.-Indië (1816 -'26), 2 dln., ald. 1841, '42;
- Gedenkboek der feestelijke vereeniging van Oudstud., aan de Vad. hoogescholen, gehouden tot Batavia, ald. 1844;
- Dissertatio historico-politica de commercio et internae administrationis forma possessionum Batavarum in India Orientali, dissertatie
- Jean Chrétien Baud geschetst, Utr. 1878; in de Hand. van Lett. het Levensbericht van J.C. Baud, 1860.

## Onderscheidingen
- Ridder in de Orde van de Nederlandse Leeuw
- Commandeur in de Orde van de Nederlandse Leeuw
- Grootkruis Orde van de Eikenkroon

Gouverneur-generaal van de VOC

Both · 
Gerard Reynst · 
Reael · 
Coen · 
Carpentier · 
Coen · 
Specx · 
Brouwer · 
Van Diemen · 
Van der Lijn · 
Carel Reyniersz · 
Maetsuycker · 
Rijcklof van Goens · 
Speelman · 
Camphuys · 
Van Outhoorn · 
Van Hoorn · 
Van Riebeeck · 
Van Swol · 
Zwaardecroon · 
De Haan · 
Durven · 
Van Cloon · 
Patras · 
Valckenier · 
Thedens · 
Van Imhoff · 
Mossel · 
Van der Parra · 
Van Riemsdijk · 
De Klerk · 
Alting

 

Gouverneur-generaal van staatswege

Van Overstraten · 
Siberg · 
Wiese · 
Daendels · 
(Britse interventie: Raffles en Fendall) · 
Van der Capellen · 
De Kock · 
Du Bus de Gisignies · 
Van den Bosch · 
Baud · 
De Eerens · 
Van Hogendorp · 
Merkus · 
Jan Reijnst · 
Rochussen · 
Duymaer van Twist · 
Pahud · 
Prins · 
Sloet van de Beele · 
Prins · 
Mijer · 
Loudon · 
Van Lansberge · 
s'Jacob · 
Van Rees · 
Pijnacker Hordijk · 
Van der Wijck · 
Rooseboom · 
Van Heutsz · 
Idenburg · 
Van Limburg Stirum · 
Fock · 
De Graeff · 
De Jonge · 
Tjarda van Starkenborgh Stachouwer
- Biografisch Portaal: 52606687
- Digitale Bibliotheek voor de Nederlandse Letteren: mije001
- Gemeinsame Normdatei: 142109894
- International Standard Name Identifier: 0000 0000 4930 4815
- Library of Congress Control Number: n2006044807
- Nederlandse Thesaurus van Auteursnamen: 070018847
- Parlement.com: vg09ll3jiyi9
- Virtual International Authority File: 48653901
- WorldCat: E39PBJgCH87kXqkmh9XgrBKw4q